# Lydia Hall
Lydia Hall (1987) is een golfster uit Zuid-Wales.

## Amateur
Lydia speelde in het nationale jeugdteam van 2001-2005. In 2004 en 2006 zat ze in het U21 team en in 2004m 2005 en 2006 in het damesteam. 

## Professional
In 2007 ging Lydia Hall naar de Tourschool in Italië. In Stage 1 werd ze 4de, in de Finals eindigde ze op de 2de plaats. Sinds 2008 speelt zij op de Ladies European Tour (LET) waar ze in 2012 haar eerste overwinning behaalde.

### Gewonnen
- 2012: ISPS Handa Ladies British Masters (-7)

### Teams
- European Nations Cup: 2010 (met Becky Brewerton)